# Anomala oxiama
Anomala oxiama är en skalbaggsart som beskrevs av Semenov 1891. Anomala oxiama ingår i släktet Anomala och familjen Rutelidae. Inga underarter finns listade i Catalogue of Life.